# NSWRL 1942
Die NSWRL 1942 war die 35. Saison der New South Wales Rugby League Premiership, der ersten australischen Rugby-League-Meisterschaft. Den ersten Tabellenplatz nach Ende der regulären Saison belegten die Canterbury-Bankstown Bulldogs. Diese gewannen im Finale 11:9 gegen die St. George Dragons und gewannen damit zum zweiten Mal die NSWRL.

## Tabelle
|     | Team                          | Spiele | Siege | Unent. | Ndlg. | Spiel- punkte | Diff. | Tabellen- punkte |
| --- | ----------------------------- | ------ | ----- | ------ | ----- | ------------- | ----- | ---------------- |
| 01. | Canterbury-Bankstown Bulldogs | 14     | 10    | 0      | 4     | 264:162       | + 102 | 20               |
| 02. | Balmain Tigers                | 14     | 10    | 0      | 4     | 223:192       | + 31  | 20               |
| 03. | St. George Dragons            | 14     | 9     | 0      | 5     | 271:205       | + 66  | 18               |
| 04. | Eastern Suburbs               | 14     | 8     | 0      | 6     | 213:214       | - 1   | 16               |
| 05. | South Sydney Rabbitohs        | 14     | 7     | 1      | 6     | 209:191       | + 18  | 15               |
| 06. | North Sydney Bears            | 14     | 5     | 0      | 9     | 220:216       | + 4   | 10               |
| 07. | Newtown Jets                  | 14     | 4     | 1      | 9     | 189:266       | - 77  | 9                |
| 08. | Western Suburbs Magpies       | 14     | 2     | 0      | 12    | 148:291       | - 143 | 4                |

## Playoffs
Eigentlich hätte St. George nach dem Sieg gegen die Eastern Suburbs die NSWRL gewonnen. Da Canterbury aber als Gewinner der Minor Premiership das sogenannte „Right of Challenge“ besaß, fand eine Woche später das Grand Final zwischen Canterbury und St. George statt.

### Spiel um die Minor Premiership
| 22. August | Canterbury-Bankstown Bulldogs | 26 : 20 | Balmain Tigers | Sydney Cricket Ground, Sydney Zuschauer: 17.247 Schiedsrichter: Jack O’Brien |
| 22. August | Bericht                       |         |                | Sydney Cricket Ground, Sydney Zuschauer: 17.247 Schiedsrichter: Jack O’Brien |

- Das Spiel fand statt, da Canterbury und Balmain nach Ende der Saison punktgleich waren.

### Ausscheidungs/Qualifikationsplayoffs
| 22. August | St. George Dragons | 25 : 10 | Canterbury-Bankstown Bulldogs | Sydney Cricket Ground, Sydney Zuschauer: 26.467 Schiedsrichter: Jack O’Brien |
| 22. August | (15:2) Bericht     |         |                               | Sydney Cricket Ground, Sydney Zuschauer: 26.467 Schiedsrichter: Jack O’Brien |

| 29. August | Eastern Suburbs | 20 : 14 | Balmain Tigers | Sydney Cricket Ground, Sydney Zuschauer: 19.782 Schiedsrichter: Jack O’Brien |
| 29. August | (10:8) Bericht  |         |                | Sydney Cricket Ground, Sydney Zuschauer: 19.782 Schiedsrichter: Jack O’Brien |

### Halbfinale
| 5. September | St. George Dragons | 18 : 5 | Eastern Suburbs | Sydney Cricket Ground, Sydney Zuschauer: 30.858 Schiedsrichter: Jack O’Brien |
| 5. September | (5:3) Bericht      |        |                 | Sydney Cricket Ground, Sydney Zuschauer: 30.858 Schiedsrichter: Jack O’Brien |

### Grand Final
| 12. September | Canterbury-Bankstown Bulldogs                                        | 11 : 9        | St. George Dragons                                                               | Sydney Cricket Ground, Sydney Zuschauer: 26.171 Schiedsrichter: Jack O’Brien |
| 12. September | Versuche: Jackson Erhöhungen: Johnson (1/1) Straftritte: Johnson (3) | (7:7) Bericht | Versuche: J. Lindwall Erhöhungen: R. Lindwall (1/1) Straftritte: R. Lindwall (2) | Sydney Cricket Ground, Sydney Zuschauer: 26.171 Schiedsrichter: Jack O’Brien |

| 1  | Lin Johnson    |
| 2  | Edgar Newham   |
| 3  | Ron Bailey     |
| 4  | Ron Knight     |
| 5  | Bob Jackson    |
| 6  | Tom Ezart      |
| 7  | Jack Bonnyman  |
| 8  | Frank Sponberg |
| 9  | Bob Farrar     |
| 10 | George Elley   |
| 11 | Eddie Burns    |
| 12 | Roy Kirkaldy   |
| 13 | Henry Porter   |

| 1  | Ray Lindwall       |
| 2  | Doug McRitchie     |
| 3  | Eddie McHugh       |
| 4  | Noel Jones         |
| 5  | Jack Lindwall      |
| 6  | Cedric Turvey      |
| 7  | Eddie Laurence     |
| 8  | Billy Collier      |
| 9  | Len Kelly          |
| 10 | Alister Clarke     |
| 11 | Bill McRitchie     |
| 12 | Herb Gilbert Jr.   |
| 13 | Charlie Montgomery |